# Bettina Heinen-Ayech
Bettina Heinen-Ayech, född Heinen 3 september 1937 i Solingen, död 7 juni 2020 i München, var en tysk bildkonstnär. Hon blev känd för sina färgrika landskapsmålningar från Algeriet.

## Biografi

### Tidiga år
Bettina Heinen var dotter till den i Bauchem födde journalisten Johann Jakob Josef ”Hanns” Heinen (1895-1961), som under många år arbetade som chefredaktör på Solinger Tageblatt och branschtidningen Eberswalder Offertenblatt. Han arbetade även som lyriker och dramatiker. Hennes mor Erna (1898-1969), född Steinhoff i Düsseldorf, kom från en westfalisk familj stammande från herrgården Haus Ahse nära Soest.
Hainen hade tre syskon, två bröder och en syster. Barnen växte upp i ett hem i Solingen som präglades av konst och öppenhet. Familjen bodde i ett gammalt korsvirkeshus i stadsdelen Höhscheid som tidigare tillhört den blygruva som fanns på platsen. Heinen bodde i huset vid sina besök i sin hemstad till långt upp i åren.
Under andra världskriget bodde Heinen från och med 1942 tillsammans med sin mor och syster i Kreuzthal-Eisenbach, i närheten av Isny i Allgäu. Senare anslöt sig även Erwin Bowien (1899-1972), en målare och vän till familjen. Bowien återvände till Tyskland år 1942, efter en tioårig vistelse i Nederländerna, och var på ständig flykt undan de nazistiska myndigheterna. Fadern Hanns Heinen anslöt 1944, efter att ha publicerat en artikel om de faktiska förhållandena i Tyskland. En arresteringsorder avseende honom och Bowien dök upp i Kreuztahl, som enligt senare uppgift från Heinen ”postfröken rev sönder”.

### Konststudier och karriär
Mellan 1948 och 1954 studerade den unga Bettina Heinen vid August-Dickes flickskola i Solingen, där en lärarinna upptäckte och främjade hennes talang. Sin första konstnärliga utbildning fick hon av Bowien, som flyttade in hos familjen Heinen i det så kallade ”Svarta huset” år 1945 och förblev hennes mentor fram till sin död. Från 1954 gick hon i Kölner Werkschulen och Otto Gersters klass för monumental väggmålning, där hon befriades från tre förberedande kurser.
1955 ställdes verk av Heinen ut för första gången – 20 akvareller och teckningar – i kursalen i Bad Homburg. Bilder av den då 18-åriga Bettina Heinen antogs av Hanna Bekker vom Rath, en galleriägare från Frankfurt, till grupputställningen Deutsche Kunst der Gegenwart (tysk samtida konst) (1955/56). Hennes verk visades tillsammans med verk av Karl Schmidt-Rottluff, Paul Klee, Max Beckmann, Max Ernst, Ernst Ludwig Kirchner och Käthe Kollwitz på en turné genom Sydamerika, Afrika och Asien. Schmidt-Rottluff rådde henne ”Bettina, var sann mot dig själv!”
Därefter följde studier hos Hermann Kaspar vid Münchens konstakademi samt resor till Ticino. Från 1958 studerade Heinen vid Det Kongelige Danske Kunstakademi i Köpenhamn och företog den första av flera resor till Norge, där hon köpte en stuga vid foten av de sju systrarna. 1959 och 1962 mottog hon stipendier från kulturdepartementet i Nordrhein-Westfalen. Därefter tillbringade Heinen tid på Sylt, i Ticino och Norge samt i Paris för att måla. 1962 gjorde hon sin första resa till Nordafrika, efter att ha fått en inbjudan till Kairo av det tyska kulturinstitutet.

### Äktenskap och Algeriet
I Paris lärde Heinen år 1960 i Jardin du Luxembourg känna den man hon senare skulle komma att gifta sig med, algeriern Abdelhamin Ayech (1926-2010), när hon var där för att måla tillsammans med Bowien. Två år efter att deras dotter Diana föddes år 1961 flyttade familjen till Guelma, Ayechs hemstad i Algeriet, som då blivit självständigt från Frankrike. 1969 föddes sonen Haroun. Under de följande decennierna pendlade Bettina Heinen-Ayeh mellan Solingen och Algeriet, där hon sökte efter motiv i sin bil, ”ett fordon som en gång föddes som R4, ofta med en ofrånkomlig cigarett i mungipan”.  Hennes kärlek till Algeriet baserade sig även på kärleken till hennes man Hamid, en ”fri och modig man” enligt Heinen-Ayech.
1968 köptes de första verken av Bettina Heinen-Ayech av nationalmuseet i Alger (Musée National des beaux-arts d’Alger), och 1976 tilldelades hon utmärkelsen ”Grand Prix de la ville d’Alger”. Samma år blev hon ordförande i ”Freundeskreises Erwin Bowien” (Bowien avled 1972). 1992 ställdes en retrospektiv med 120 av hennes bilder ut i Musée des beaux-arts d’Alger. 1993 tilldelades hon kulturpriset av Solingens Bürgerstiftung Baden. 2004 visades ytterligare en stor retrospektiv av hennes verk, som stöttades av den dåvarande algeriske kulturministern Khalida Toumi. År 2006 fick hon ytterligare en utmärkelse av den algeriska regeringen. Samma år skedde ett inbrott i hennes hus i Solingen, och sex målningar av Erwin Bowien blev stulna.

### Senare år
Fram till år 2018 visades Heinen-Ayechs målningar i fler än 100 individuella och i många grupputställningar i Europa, Amerika och Afrika. Hennes förnamn ”Bettina” blev hennes konstnärsnamn, även på det arabiska skrivsättet بتينا. Bettina Heinen-Ayechs liv och verk skildrades även i böcker och filmer. 2012 återvände hon för första gången sedan kriget till Kreuzthal i Allgäu, och åtföljdes vid sin resa av ett tv-team från Bayerischer Rundfunk.
Bettina Heinen-Ayech dog den 7 juni 2020 i München, vid 82 års ålder.

## Konstnärskap och eftermäle

### Målningar

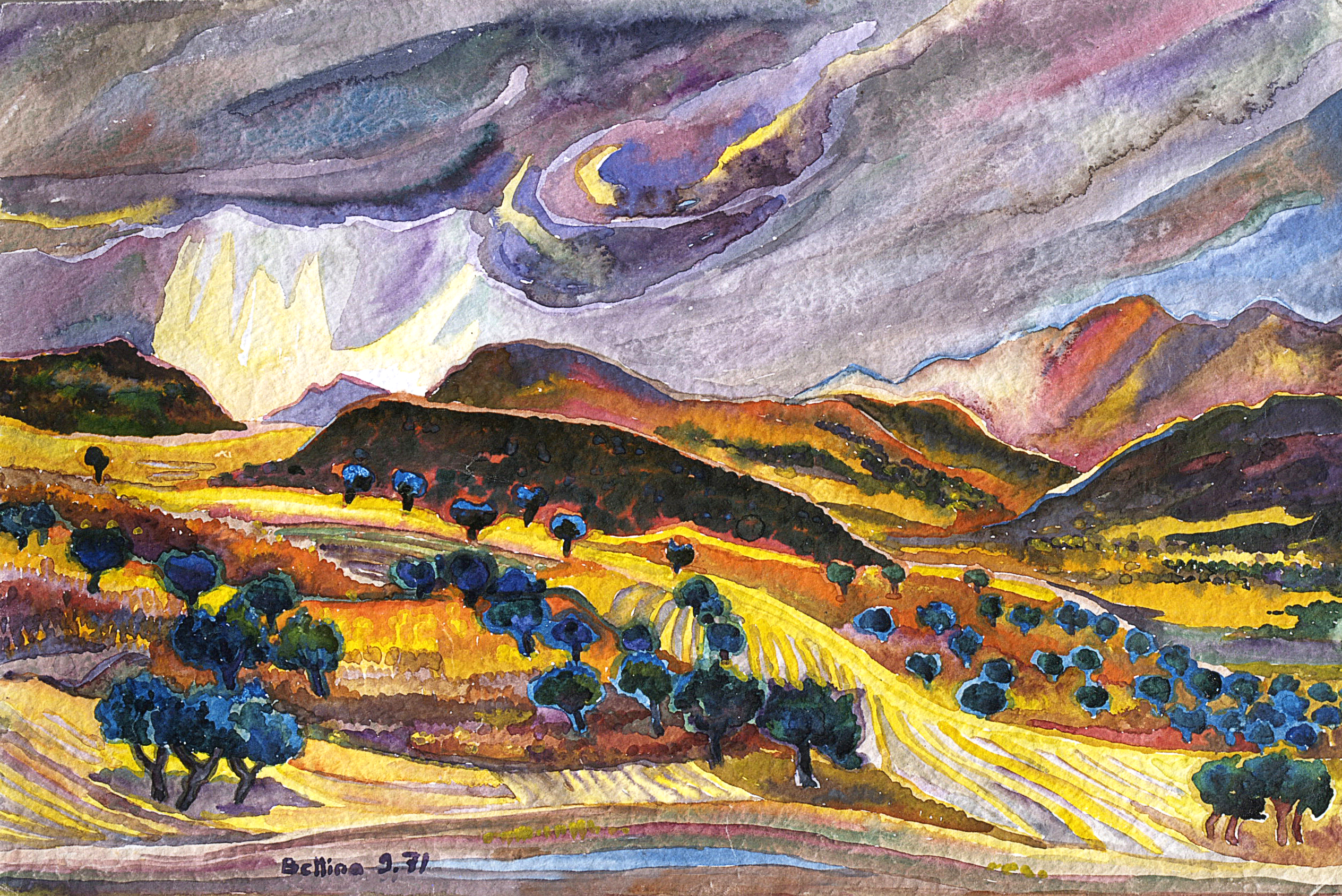
Sommaråska i Algeriet (1974)

Vid sin utbildning lärde sig Bettina Heinen-Ayech alla tekniker, men hennes tyngdpunkt låg alltid vid akvarellmålning. Hon skapade ett stort antal landskapsmålningar samt ett mindre antal porträttbilder. Vid sina vistelser i Algeriet utvecklade hon en egen teknik: på grund av den torra luften i Guelma flöt inte vattenfärgerna in i varandra på samma sätt som i Europa, utan torkade fort. Därför utvecklade hon ett eget arbetssätt: ”Jag placerar de starka färgerna bredvid varandra som en mosaik, penseldrag för penseldrag”, som hon uttryckte det. De intensiva färgkombinationerna skapar en levande bild av landskapen och ljuset i Algeriet. Under terrorismåren på 1990-talet och fram till 2000-talet kunde hon bara måla porträtt, stilleben och vyer från sitt fönster, eftersom hon inte kunde resa runt.
I Algeriet förändrade Heinen-Ayech inte bara sin teknik utan enligt egen utsago även sin personlighet. Hon tog avstånd från sina ”europeiska fördomar” och ”tillhörde” istället den vackra naturen i Guelma. ”Det sydliga berget, Mahouna, dess fält, fängslar alla mina sinnen och bevarar mina fantasier. Jag målar denna region på våren, när de grönskande fälten är prydda med röda punkter – vallmoblommor – och lyser i alla nyanser, långt bort från Europas täta grönska; på sommaren när dess blåa och violetta bergstoppar reser sig över vetefältens underbara guld, när den röda jorden har en ofattbar kraft som är så svår att återskapa.”
Redan 1967 skrev journalisten Max Metzker i tidningen Düsseldorfer Nachrichten om Heinen-Ayech: ”Hon lyckas tillgängliggöra landskap även för dem som inte är bekanta med dem. Porträtten är inte enbart avbildningar av människor, utan samtidigt djupa skildringar av människornas själ.”

### Museer, arkiv, offentliga samlingar
Bettina Heinen-Ayechs målningar och dokument bevaras i flera museer, arkiv och offentliga samlingar i flera europeiska och nordafrikanska länder. I Algeriet finns en stor samling målningar av konstnären henne i nationalmuseet för konst i Alger (Musée National des Beaux Arts d’Alger) samt i huvudstaden Algers stadskonstsamling i ”Galerie Samson” samt i presidentämbetets samling i Alger. I Norge representeras hon i Alstahaugs kommuns konstsamling. I Tyskland återfinns målningar av konstnären i Nordrhein-Westfalens konstsamling, i konstmuseet i Solingen samt i Nordfrieslands museum. I Schweiz lagras ytterligare arkivmaterial om konstnären i arkiven hos SIK-ISEA, Institutet för konststudier om historisk och samtida konst i Zürich.

### Konstnärskolonin ”Svarta huset”

Konstnärskolonins logotyp

2020 sattes en minnestavla för Bettina Heinen-Ayech och hennes vänner från en konstnärskoloni upp på hennes föräldrahem, det så kallade ”Svarta huset”. I januari 2022 grundades den ideella föreningen Bettina Heinen-Ayechs Stiftelse för konst, kultur och internationell dialog, som vårdar konstnärens arv.
Sedan Bettina Heinen-Ayechs död engagerar sig hennes son Haroun Ayech, läkare i München, för minnet av henne och hennes konstnärskollegor. Konstnären själv levde ända till sin död i det så kallade ”Svarta huset”, korsverkshuset som tidigare varit en del Höhscheiders blygruva och som Heinens far köpte år 1932. Efter andra världskrigets slut flyttade Erwin Bowien in i grannhuset, det ”Röda huset”. Ayech grundade den ideella stiftelsen ”Bettina Heinen-Ayech-stiftelsen för konst, kultur och internationell dialog”. Stiftelsen initierade i sin tur projektet Solingens konstnärskoloni ”Svarta huset”.
I februari 2023 antogs konstnärskolonin ”Svarta huset” i den ”Europeiska föreningen för konstnärskolonier”, och strax därefter i Europarådets kulturrutt ”Impressionistrutter”.

## Utmärkelser
- 1976 Bettina Heinen-Ayech mottar Grand Prix de la ville d’Alger
- 1993 Kulturpreis der Bürgerstiftung Baden, Solingen
- 1998 Staden Constantine i Algeriet förärar målaren ett hederspris
- 2003 Algeriska statspriset överräcks av kulturministern Khaida Toumi som utmärkelse för det samlade konstnärliga skapandet
- 2006 Officiella hedersbetygelser från det algeriska kulturministeriet
- 2024 inkludering i Women's Places NRW-projektet[32][33]

## Bettina Heinen-Ayech i kulturen

### Filmer
- 1992: Bettina Heinen-Ayech, Lettre à Erwin Bowien, Künstler-Portrait (Hassan Bouabdellah, Visualis Production, Algier 1992. Tysk version: Bettina Heinen-Ayech, Brief an Erwin Bowien. Visualis Production i samarbete med Avalon Film+TV-Produktion, Solingen 1992)
- 2002: Bettina Heinen-Ayech, Hymne à la nature (Boualem Aissaoui, CYM Audiovisuel, Algier)
- 2010: Die Kunst der Erinnerung (Reportage om Bettina Heinen-Ayechs första besök i Kreuzthal efter kriget i  BR-format „Zwischen Spessart und Karwendel“)
- 2015: Fluchtpunkt im Allgäu – Die Kunst der Erinnerung: Erwin Bowien im Kreuzthal (Regi:Georg Bayerle och Rudi Holzberger. Bayerle-Kümpfel-Holzberges stiftelse)
- 2017: Bettina Heinen-Ayech – Solinger Malerin in Algerien (inslag till konstnärens 80-årsdag i format ”Lokalzeit Bergisches Land” av WDR)